# Zupi
Zupi é uma produtora de conteúdo e de eventos. Iniciou sua operação em março de 2001. A empresa foi fundada pelo designer Allan Szacher. Em 2008, Simon Szacher, seu irmão entra como sócio e diretor de novos negócios. Allan ficou conhecido como editor e curador da revista de arte Zupi e pelo festival de criatividade Pixel Show, os mais conhecidos projetos da empresa. Os dois projetos são focados em design, arte, street art (arte de rua), arquitetura, food design, ilustração e outros campos criativos. Allan Szacher descreve a produtora como "um lugar para se abastecer com ideias e se inspirar com referências criativas".
A revista Zupi é um dos primeiros projetos da empresa. É dedicada em registrar, inspirar e descobrir novos talentos criativos nas áreas de design gráfico, artes gráficas, ilustração, quadrinhos, animação, publicidade, design industrial, escultura, fotografia, arquitetura entre outras. Mais de 65 edições já foram lançadas no Brasil e no mundo, onde a revista circula. A revista é uma das principais referências criativas no Brasil junto de outros projetos como Meio & Mensagem e Clube de Criação.
Alguns outros trabalhos publicados foram os livros dos artistas de street art Cranio e Onesto, catálogos de exposições e feiras de arte, 95 anos da Faculdade Belas Artes, Estética Marginal entre outros.
Um dos mais importantes eventos de criatividade e design, o Pixel Show, que hoje é o maior festival da América Latina de Criatividade, também produzido pela produtora, já realizou mais de 19 edições do evento em São Paulo, Porto Alegre, Recife e Salvador. O evento trás palestrantes como David Carson, Stephen Segmasiter, Mauricio de Souza entre outros. Em 2019, o festival passou a fazer parte do calendário oficial da cidade de São Paulo, junto de eventos como Comic Con (CCXP) e Campus Party. O evento tem mais de 800 horas de programação entre palestras de designers, publicitários, ilustradores, empreendedores criativos, animadores, música, exposições, arquitetos do Brasil e do Mundo.

## Conceito
A Zupi é uma editora de livros e revistas, eventos culturais, produtora de eventos e branding. Uma produtora criativa e que inovou criando umas das primeiras publicações independentes do mercado brasileiro criativo.
O studio foi fundado em março de 2001 com proposta inovadora e com a possibilidade de atender clientes no Brasil e no mundo. Sua sede é em São Paulo com colaboradores no Brasil e no mundo. A Zupi criou revista de arte e criatividade para difundir e inspirar os criativos do Brasil e do mundo, revista considerada como referência para profissionais criativos das áreas de propaganda, design, ilustração, direção de arte entre outro.

## Prêmios e Reconhecimentos
- Selecionada (shortlist) na Bienal de Design em 2019 com o projeto da Galeria MUC - Museu da Criatividade
- Selecionada na Bienal de Design em 2017
- Selecionada como top 5 revista de arte pela prefeitura de Montreal em 2015

## Catálogo
- 2008 Onesto / São Paulo – SP - Published by Zupi Design e Editora, 2008 - Edited by Allan Szacher - ISBN 9788561464004
- 95 anos da Faculdade Belas Artes
- Estética Marginal, Nova Escola , Volume 1 - Edited by Victor Moriyama e Felipe Lopez - ISBN 978-8561464028
- Estética Marginal, volume 2 - A história do graffiti Brasileiro - Edited by Allan Szacher - ISBN 978-85-61464-03-5
- Cranio, Graffiti pocket Book, Publicação de Bolso, Edited by Fred Ronflard.
- Revista Ecommerce Brasil
- Revista iMasters
- Revista Zupi - ISSN 1809-5534